# F.L. Smidth & Co. familiefilm - Efteråret 1928
|  | Denne artikel er oprettet af botten Steenthbot ud fra en ekstern database. Den kan derfor have sproglige fejl eller mangler. Denne skabelon kan fjernes efter kontrol af indholdet. |

F.L. Smidth & Co. familiefilm - Efteråret 1928 er en dansk dokumentarisk optagelse fra 1928.

## Handling
Privat familiefilm af erhvervsfamilierne omkring F.L. Smidth & Co., grundlagt af ingeniørerne Frederik Læssøe Smidth (1850-1899), Alexander Foss (1858-1925) og Poul Larsen (1859-1935). Familierne kom også sammen privat. Her er de bl.a. familien Smidths hus på Amalievej 3 på Frederiksberg, på ferie i Frankrig og i sommerhuset i Skeldal nær Salten Langsø i Midtjylland.

Følgende indholdsbeskrivelse stammer fra filmens originale dåse:

"På Amalievej, Torkild i barnevogn med Jørgen og Kelsen i Frederiksberg Have. På Folebakke med Kjærgårds, der fiskes efter tudser, sneboldskamp på folebakke. Frankrig ved stranden med Einar. Og børnene, i haven i Cette med Jørgen og Torkild. På Amalievej med Bror og Søsters børn, Fru Bendix-Hansen, der samles pærer."